# 亚历山德罗·德·美第奇

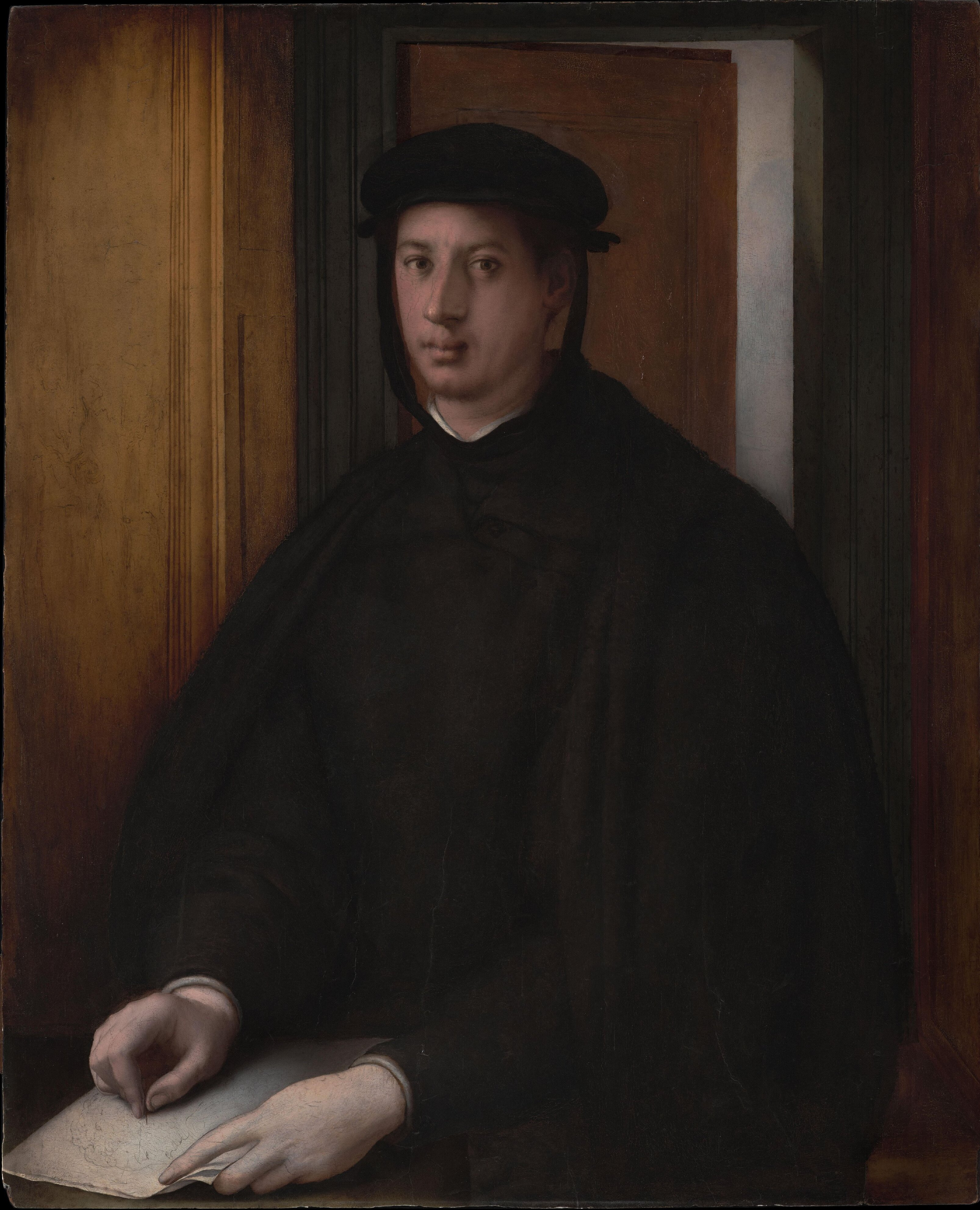
亚历山德罗·德·美第奇

亚历山德罗·德·美第奇（義大利語：Alessandro de' Medici；1510年7月22日—1537年1月6日）绰号“摩尔人”（il Moro），1530至1537年统治着佛罗伦萨。尽管身为私生子，他却是美第奇家族嫡系的最后一个成员，并且是第一个成为佛罗伦萨世袭公爵的人。

## 一生
生于佛罗伦萨的亚历山德罗，被认为是洛伦佐二世·德·美第奇的私生子（后者是洛伦佐·德·美第奇的孫子）。但现在的学者相信他其实是儒略·德·美第奇樞機（后来的教宗克勉七世）的私生子，后者是洛伦佐的侄子。历史学家相信，亚历山德罗的母亲是美第奇家族的一个黑人或摩尔人的女佣，他本人的绰号也是来源于他的外貌特征。
1527年，神圣罗马帝国的查理五世洗劫了罗马，佛罗伦萨人利用意大利全国的骚乱乘势而起重建共和国。在教宗的帮助下，亚历山德罗和其他美第奇家族成员一起逃离了佛罗伦萨，当时才8岁的凯瑟琳·德·美第奇留了下来。当时米开朗基罗被邀请为美第奇家族建造小教堂，动乱发生后，他留下为佛罗伦萨建造堡垒以示支持。教宗很快和皇帝达成了和平协议，在帝国军队的帮助下，1530年的夏天，美第奇家族重新统治了佛罗伦萨。克勉七世任命19岁的亚历山德罗为佛罗伦萨公爵，这项任命得到了查理五世的承认。1531年7月5日，亚历山德罗到任，9个月后，他被皇帝任命为世袭公爵（作为回报，塔斯卡尼脱离教宗统治）。这也标志着佛罗伦萨共和国的正式终结。
亚历山德罗的敌人形容他的统治为残酷、下贱和无能的（實際上公爵不算殘酷或很獨裁，但確實有行為放蕩、生活驕奢淫逸的問題），作为美第奇家族压迫象征的Fortezza da Basso，现在还是佛罗伦萨最大的历史纪念碑。1535年，为了反对亚历山德罗公爵的一些举措，佛罗伦萨的反对者派他的堂兄弟伊波利托·德·美第奇去查理五世处，但后者在路上死去。有传闻说是亚历山德罗派人毒死了他。
中世纪的政治斗争经常是在教宗和皇帝、公社和领主间纠缠。查理五世支持亚历山德罗去对抗共和制。1533年，他还把自己的私生女奥地利的玛格丽特嫁给了亚历山德罗。但公爵本人似乎更喜欢另外的一位夫人，并且还有了一个私生子朱利奥·德·美第奇（1540－1600年）和一个私生女茱莉亚·德·美第奇，后者嫁给了自己的堂兄。

## 死亡

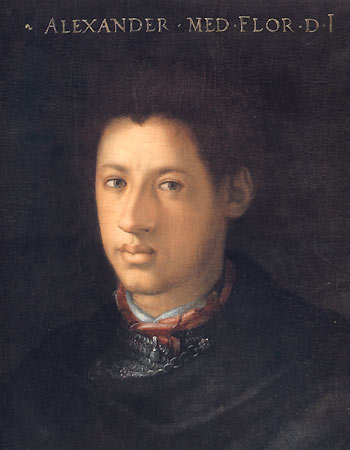
乌菲兹美术馆中亚历山德罗·德·美第奇的画像。

4年后，公爵被自己的远房堂兄洛伦奇诺·德·美第奇暗杀，后者利用自己守寡的妹妹来引亚历山德罗上钩。因为害怕公爵的死讯会引起骚乱，佛罗伦萨的统治者们把公爵的尸体包在地毯里，带到圣洛伦佐公墓匆匆下葬。
洛伦奇诺宣称自己是为了共和国而杀死了公爵，但得到的支持很少，在起义失败后，他逃到了威尼斯。1548年，他在威尼斯被亞歷山德羅的繼任者逼死。美第奇的支持者选择了科西莫一世作为继任者，这也是美第奇的旁支首次统治佛罗伦萨。